# Мур, Лори
Лори Марлоу Мур (англ. Loree Marlowe Moore; род. 21 марта 1983 года, Карсон, Калифорния, США) — американская профессиональная баскетболистка, выступавшая в женской национальной баскетбольной ассоциации. Была выбрана на драфте ВНБА 2005 года в первом раунде под десятым номером командой «Нью-Йорк Либерти». Играла на позиции разыгрывающего защитника.

## Ранние годы
Лори родилась 21 марта 1983 года в городке Карсон (штат Калифорния) в семье Кёртиса Мура и Полетт Марло, у неё есть два старших брата, Брайан и Кёртис, а выросла в городе Лос-Анджелес, где училась в средней школе Нарбонн, в которой выступала за местную баскетбольную команду.